# Red Wings (linie lotnicze)
Red Wings – rosyjskie linie lotnicze z siedzibą w Moskwie, obsługująca połączenia pasażerskie jak i towarowe. Linia powstała w 1999 roku pod nazwą VARZ-400. W 2001 roku nazwę zmieniono na Airlines 400. Obecną nazwę nadano linii w roku 2007.

## Flota
Skład floty linii Red Wings w dniu 5 kwietnia 2017 roku:

## Wypadki lotnicze
- 29 grudnia 2012 Tu-204 obsługujący rejs nr WZ9268 (Pardubice-Moskwa), wypadł z pasa startowego podczas lądowania na lotnisku Wnukowo w Moskwie. Spośród ośmioosobowej załogi zginęło 5 osób. Według ekspertów Rosawiacji przyczyną katastrofy była niesprawność systemu rewersu. Rewers (ciąg wsteczny) to system służący do zmiany kierunku ciągu silnika samolotu, tak żeby był skierowany przeciwnie do kierunku ruchu. Głównym zadaniem rewersu jest wspomaganie hamowania samolotu po jego wylądowaniu.